# Campionati del mondo di atletica leggera 2019 - Marcia 50 km maschile
La specialità della marcia 50 km maschile dei campionati del mondo di atletica leggera 2019 si è svolta la notte tra il 28 e il 29 settembre a Doha, in Qatar.

## Podio
| Pos.    | Atleta        | Nazionalità | Tempo    |
| ------- | ------------- | ----------- | -------- |
| Oro     | Yūsuke Suzuki | Giappone    | 4h04'20" |
| Argento | João Vieira   | Portogallo  | 4h04'59" |
| Bronzo  | Evan Dunfee   | Canada      | 4h05'02" |

## Situazione pre-gara

### Record
Prima di questa competizione, il record del mondo (RM) e il record dei campionati (RC) erano i seguenti.
| Record                | Prestazione | Atleta               | Data                               | Competizione  |
| --------------------- | ----------- | -------------------- | ---------------------------------- | ------------- |
| Record mondiale       | 3h23'33"    | Yohann Diniz Francia | 15 agosto 2014 Zurigo, Svizzera    |               |
| Record dei campionati | 3h33'12"    | Yohann Diniz Francia | 13 agosto 2017 Londra, Regno Unito | Mondiali 2017 |

### Campioni in carica
I campioni in carica, a livello mondiale e olimpico, erano:
| Campione | Atleta                | Prestazione | Data                                   | Competizione                |
| -------- | --------------------- | ----------- | -------------------------------------- | --------------------------- |
| Olimpico | Matej Tóth Slovacchia | 3h40'58"    | 19 agosto 2016 Rio de Janeiro, Brasile | Giochi della XXXI Olimpiade |
| Mondiale | Yohann Diniz Francia  | 3h33'12"    | 13 agosto 2017 Londra, Regno Unito     | Mondiali 2017               |

### La stagione
Prima di questa gara, gli atleti con le migliori tre prestazioni dell'anno erano:
| Pos. | Atleta                 | Prestazione | Data                            |
| ---- | ---------------------- | ----------- | ------------------------------- |
| 1    | Yohann Diniz Francia   | 3h37'43"    | 19 maggio 2019 Alytus, Lituania |
| 2    | Qin Wang Cina          | 3h38'02"    | 9 marzo 2019 Huangshan, Cina    |
| 3    | Yūsuke Suzuki Giappone | 3h39'07"    | 14 aprile 2019 Wajima, Giappone |

## Risultati[2]
| Pos.    | Atleta                 | Nazionalità   | Tempo    | Note                                     |
| ------- | ---------------------- | ------------- | -------- | ---------------------------------------- |
| Oro     | Yūsuke Suzuki          | Giappone      | 4h04'20" |                                          |
| Argento | João Vieira            | Portogallo    | 4h04'59" |                                          |
| Bronzo  | Evan Dunfee            | Canada        | 4h05'02" |                                          |
| 4       | Niu Wenbin             | Cina          | 4h05'36" |                                          |
| 5       | Luo Yadong             | Cina          | 4h06'49" |                                          |
| 6       | Brendan Boyce          | Irlanda       | 4h07'46" |                                          |
| 7       | Carl Dohmann           | Germania      | 4h10'22" |                                          |
| 8       | Jesús Ángel García     | Spagna        | 4h11'28" |                                          |
| 9       | Maryan Zakalnytskyy    | Ucraina       | 4h12'28" | Miglior prestazione personale stagionale |
| 10      | Narcis Mihăilă         | Romania       | 4h13'56" |                                          |
| 11      | Quentin Rew            | Nuova Zelanda | 4h15'54" |                                          |
| 12      | Ato Ibáñez             | Svezia        | 4h17'04" |                                          |
| 13      | Rafał Augustyn         | Polonia       | 4h20'25" |                                          |
| 14      | Mathieu Bilodeau       | Canada        | 4h21'13" |                                          |
| 15      | Arturas Mastianica     | Lituania      | 4h21'54" |                                          |
| 16      | Michele Antonelli      | Italia        | 4h22'20" |                                          |
| 17      | Alexandros Papamichail | Grecia        | 4h22'39" |                                          |
| 18      | Horacio Nava           | Messico       | 4h24'16" |                                          |
| 19      | Marc Tur               | Spagna        | 4h24'38" |                                          |
| 20      | Jarkko Kinnunen        | Finlandia     | 4h25'36" |                                          |
| 21      | Arnis Rumbenieks       | Lettonia      | 4h28'18" |                                          |
| 22      | Artur Brzozowski       | Polonia       | 4h30'17" |                                          |
| 23      | Jonathan Hilbert       | Germania      | 4h30'43" |                                          |
| 24      | Marc Mundell           | Sudafrica     | 4h41'39" |                                          |
| 25      | Valeriy Litanyuk       | Ucraina       | 4h42'18" |                                          |
| 26      | Bence Venyercsán       | Ungheria      | 4h45'04" |                                          |
| 27      | Hayato Katsuki         | Giappone      | 4h46'10" |                                          |
| 28      | Rafał Sikora           | Polonia       | 4h50'08" | Miglior prestazione personale stagionale |
|         | Ivan Banzeruk          | Ucraina       | dnf      | dnf                                      |
|         | Teodorico Caporaso     | Italia        | dnf      | dnf                                      |
|         | Andrés Chocho          | Ecuador       | dnf      | dnf                                      |
|         | José Ignacio Díaz      | Spagna        | dnf      | dnf                                      |
|         | Yohann Diniz           | Francia       | dnf      | dnf                                      |
|         | Dzmitry Dziubin        | Bielorussia   | dnf      | dnf                                      |
|         | Máté Helebrandt        | Ungheria      | dnf      | dnf                                      |
|         | Tomohiro Noda          | Giappone      | dnf      | dnf                                      |
|         | Isaac Palma            | Messico       | dnf      | dnf                                      |
|         | Aku Partanen           | Finlandia     | dnf      | dnf                                      |
|         | Nathaniel Seiler       | Germania      | dnf      | dnf                                      |
|         | Matej Tóth             | Slovacchia    | dnf      | dnf                                      |
|         | Claudio Villanueva     | Ecuador       | dnf      | dnf                                      |
|         | Wang Qin               | Cina          | dnf      | dnf                                      |
|         | Cameron Corbishley     | Gran Bretagna | dq       | dq                                       |
|         | Håvard Haukenes        | Norvegia      | dq       | dq                                       |
|         | Dominic King           | Gran Bretagna | dq       | dq                                       |
|         | Ruslans Smolonskis     | Lettonia      | dq       | dq                                       |